# Boulevard de Berlin
Le boulevard de Berlin est une artère de Nantes, en France.

## Situation et accès
Situé dans le quartier Malakoff - Saint-Donatien, ce boulevard, de 29 mètres de large, et de 650 mètres de longueur, débute par un rond-point se trouvant au niveau du boulevard de Sarrebruck dans le prolongement du pont Éric-Tabarly, puis se termine au niveau du rond-point commandant l'accès au mail Pablo-Picasso. Deux larges ponts ont été construits afin de permettre à ce nouvel axe de passer sous les voies ferrées qui enclavaient jusqu'ici le quartier HLM de Malakoff (lignes de Segré à Nantes-État et de Nantes à Saint-Gilles-Croix-de-Vie).

## Origine du nom
Elle porte le nom de Berlin, la capitale de l'Allemagne.

## Historique
Créé dans le cadre du projet de renouvellement urbain Malakoff-Pré Gauchet des années 2000, le boulevard qui est une large artère reliant ce quartier jusque-là assez enclavé près du centre-ville a été ouvert à la circulation le 27 janvier 2012.
Cette voie est, depuis, bordée par plusieurs équipements importants pour le quartier : la piscine de la Petite Amazonie (inaugurée en 2007), un nouveau centre commercial inauguré en 2014, le nouveau siège de l’office HLM Nantes Habitat, une maison de quartier dite « Maison des Haubans », ainsi qu'un pôle services publics regroupant la mairie annexe, l'équipe de quartier Malakoff - Saint-Donatien et l'agence de proximité de Nantes Habitat.
Depuis respectivement 2012 et 2020, le boulevard de Berlin est emprunté par la ligne de Chronobus C3 et la ligne 5 de Busway (anciennement Chronobus C5).
Celui-ci est prolongé dans les années 2020 et aboutit sur le parvis de la gare SNCF sud, dans l'axe de la rue de Lourmel.

## Voies latérales

### Place Rosa-Parks
Cette place, aménagée sur le côté est du boulevard, dans la partie occidentale du quartier de Malakoff, abrite en 2015, un ensemble immobilier comprenant 3 200 m2 de commerces dont un supermarché à l'enseigne Intermarché et 7 commerces de proximité en rez-de-chaussée ; 4 000 m2 de bureaux dont le nouveau siège de l’office HLM Nantes Habitat (opérationnel en juin 2015) et 86 logements.
Le nom de Rosa Parks, lui a été attribué par délibération du conseil municipal du 14 avril 2014, en hommage à cette militante du Mouvement des Droits Civiques américain. Cette dénomination nécessita de débaptiser « Rue Rosa-Parks » située près du parc de la Roche et de la renommer rue de la Roche.

### Rue Nina-Simone
Le conseil municipal approuve, le 5 octobre 2012, l'attribution de ce nom en référence à la pianiste, compositrice, chanteuse américaine Nina Simone (1933–2003) qui fut une militante pour les droits civiques aux États-Unis. Cette voie se compose de deux sections perpendiculaires : un mail ouvrant sur le rond-point situé au croisement du boulevard de Berlin et du Mail Pablo-Picasso, sur lequel débouche la rue Nathalie-Lemel.

### Place du Bihoreau-Gris
Cette petite place arborée, dont le nom fait référence au bihoreau gris, échassier présent dans les marais de la Loire-Atlantique, permet l'accès à deux artères piétonnes depuis le boulevard de Berlin : l'allée de la Bouscarle-de-Cetti et la venelle des Linottes.

### Allée de la Bouscarle-de-Cetti
Cette voie piétonne, parallèle au mail Pablo-Picasso (auquel elle est reliée par les venelles des Linottes et des Fauvettes), relie le boulevard de Berlin, depuis la place du Bihoreau-Gris, à la rue Marcel-Paul, et fait référence à la bouscarle de Cetti, passereau présent dans les marais de la Loire-Atlantique.

### Allée du Colvert
Le conseil municipal approuve, le 20 juin 2008, l'attribution de ce nom à la voie reliant le boulevard de Berlin à l'allée du Héron en référence au canard colvert, courant en Loire-Atlantique,.

### Allée du Héron
Le conseil municipal approuve, le 20 juin 2008, l'attribution de ce nom à la voie reliant le boulevard de Berlin à l'allée de la Bouscarle-de-Cetti en référence au héron, échassier courant en Loire-Atlantique,.

### Coordonnées des lieux mentionnés
1. ↑  Place Rosa-Parks : 47° 12′ 53″ N, 1° 31′ 47″ O.
2. ↑  Rue Nina-Simone : 47° 13′ 02″ N, 1° 32′ 05″ O
3. ↑  Place du Bihoreau-Gris : 47° 12′ 59″ N, 1° 32′ 10″ O.
4. ↑  Allée de la Bouscarle-de-Cetti : 47° 12′ 56″ N, 1° 32′ 13″ O.
5. ↑  Allée du Colvert : 47° 12′ 58″ N, 1° 32′ 13″ O
6. ↑  Allée du Héron : 47° 12′ 57″ N, 1° 32′ 16″ O